# Andes schoutedeni
Andes schoutedeni är en insektsart som beskrevs av Synave 1959. Andes schoutedeni ingår i släktet Andes och familjen kilstritar. Inga underarter finns listade i Catalogue of Life.